# Divisione No. 19 (Manitoba)
La Divisione No. 19, o Manitoba nord-orientale è una divisione censuaria del Manitoba, Canada di 16 321 abitanti.

## Comunità
- Berens River First Nation
- Black River First Nation
- Bloodvein First Nation
- Chemawawin First Nation
- Crane River
- Dauphin River
- Fisher River
- Sagkeeng First Nation (Fort Alexander)
- Hollow Water
- Jackhead
- Little Grand Rapids
- Pauingassi First Nation
- Peguis
- Pine Creek
- Poplar River
- Shoal River
- Swan Lake
- The Narrows
- Waterhen